# E841
E841 eller Europaväg 841 är en europaväg som går mellan Avellino och Salerno i södra Italien. Längd 35 km.

## Sträckning
Avellino - Salerno

## Standard
Vägen är delvis landsväg, delvis motorväg. 

## Anslutningar till andra europavägar
- E842
- E45